# Жванчик (приток Ушицы)
Жванчик (укр. Жванчик) — река на Украине, протекает по территории Каменец-Подольского района Хмельницкой области. Правый приток реки Ушица (бассейн Днестра).
Длина реки 29 км. Площадь водосборного бассейна 99 км². Уклон 7,0 м/км. Долина корытообразная, шириной 0,3-1,5 км. Русло шириной до 5 м, глубиной 0,3-1,5 м. Используется для хозяйственных нужд. На реке сооружено несколько прудов. Вдоль берегов расположены водоохранные полосы.
Берёт начало около села Чимбаровка. В верхнем течении течёт в восточном направлении, затем поворачивает на юг, в нижнем течении снова течёт на восток. Впадает в Ушицу севернее посёлка городского типа Старая Ушица.